# Windows CE
Windows CE (nyní oficiálně Windows Embedded Compact, dříve Windows Embedded CE od verze 6.0 a zkrácené též WinCE) je operační systém firmy Microsoft pro malé počítače (Handheld PC, PDA). Windows CE je operační systém reálného času s hybridním jádrem, které je odlišné od jádra používaného klasickými Microsoft Windows pro osobní počítače, i když používá malou podmnožinu Win32 API. Podporuje procesory Intel x86 kompatibilní, MIPS, ARM a Hitachi SuperH.

## Funkce

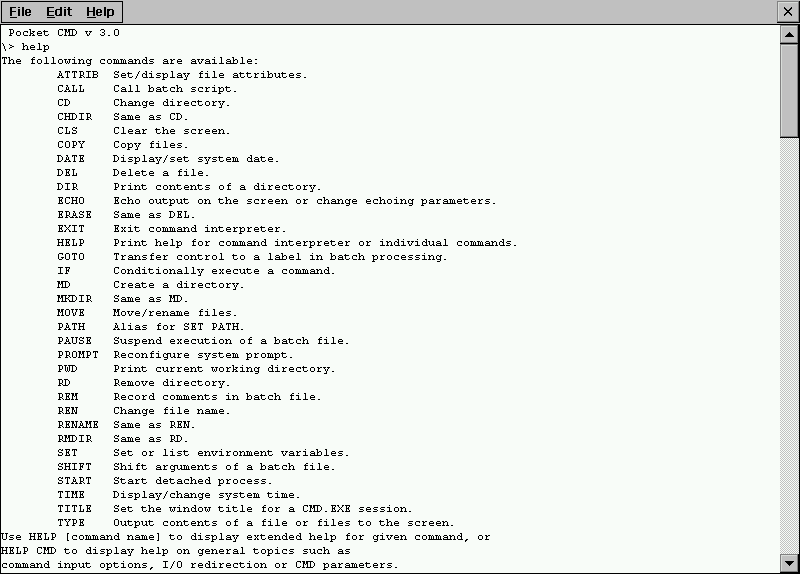
Ukázka Windows CE 3.0

Windows CE je optimalizován pro zařízení, která mají málo místa pro uložení operačního systému. Pro běh jádra systému stačí velice málo místa, v řádech jednotek megabajtů. Přístroje jsou často bez paměťových jednotek na ukládání dat, a proto Windows CE může být nakonfigurován jako „uzavřený“ systém, který už neumožňuje rozšíření (uložení v paměti ROM). Jako operační systém reálného času (RTOS) Windows CE podporuje 256 úrovní priority a používá přednostně dědičné priority pro práci s procesy. Pozdější použití vláken přispělo ke zvýšení výkonu.
Společnost Microsoft uvedla, že CE není úmyslně zkratka, ale mnoho lidí věří, že CE znamená Consumer Electronics nebo Compact Edition. První verze, která v průběhu vývoje byla známa pod kódovým jménem Pegasus, pomohla k vytvoření tzv. palmtopu; to především díky nízkým nárokům na paměť. Od té doby se Windows CE vyvinul v operační systém reálného času. Na jádru systému Windows CE je založeno mnoho jiných operačních systémů firmy Microsoft, např. AutoPC, Pocket PC 2000, Pocket PC 2002, Windows Mobile 2003, Windows Mobile 2003 SE, Windows Mobile 5.0, Windows Mobile 6.x, Smartphone 2002 nebo Smartphone 2003.
Mezi jinými operačními systémy společnosti Microsoft se systém Windows CE vyznačuje tím, že velké části systému jsou nabízeny některým společnostem v podobě zdrojového kódu, aby tyto mohly systém přizpůsobit hardwaru. Platforma Builder (integrované prostředí pro Windows CE) nabízí několik komponent v podobě zdrojového kódu i pro širokou veřejnost, avšak další jsou stále distribuovány pouze v binární podobě.

## Vývojové nástroje
Microsoft Visual Studio 2008 má podporu projektů pro Windows CE / Windows Mobile pomocí Windows Mobile SDK. Existuje .NET compact framework 3.5 pro Windows CE od verze 5.0. Lze tedy vytvořit jak nativní programy v jazyku C++, tak i programy pro platformu .NET v jazycích C♯ a Visual Basic. Ke dni 28. července 2010 Microsoft Microsoft Visual Studio 2010 neobsahovalo podporu pro vývoj Windows CE / Windows Mobile (pouze Windows Phone 7).

## Systémy Windows Mobile, Pocket PC aSmartphone
Z Windows CE se odvozují systémy pro malé mobilní počítače, jako jsou Windows Mobile a Pocket PC. Windows CE je tedy modulární systém, který slouží jako základ pro více druhů zařízení. Lze koupit sadu (Platform Builder), která obsahuje všechny komponenty a nástroje, s nimiž lze sestavit vlastní variantu systému. Aplikace, jako je Excel Mobile / Pocket Excel, nejsou jeho součástí. Nicméně starší verze obsahovaly Pocket PC a několik starších aplikací pro vyzkoušení. V současné době jsou Pocket PC (nyní nazývaný Windows Mobile Classic), Smartphone (Windows Mobile Standard) a Pocket PC Phone Edition (Windows Mobile Professional) hlavními systémy v rámci systému Windows CE, přičemž každá platforma využívá jednotlivé složky systému Windows CE, jakož i doplňkové funkce a aplikace.

## Konkurenční produkty
Podobné operační systémy, jako je systém Windows CE, jsou operační systémy Android, Bada, iOS, Linux (Embedded Linux), Palm OS a Symbian. Sekundární využití CE je v zařízeních, která potřebují grafické uživatelské rozhraní (typicky jsou to prodejní terminály, mediální centra a internetové tablety). Za důvod velkého prodeje se všeobecně považuje vzhled a podobnost s desktopovým prostředím Microsoft Windows.
Operační systém Windows CE využívaly první kapesní počítače třídy Pocket PC, v současné době však na tomto poli vládne operační systém Windows Mobile, který z Windows CE vychází.